# Neptis koraineptis
Neptis koraineptis är en fjärilsart som beskrevs av den österrikisk-svenske entomologen Felix Bryk 1946. Neptis koraineptis ingår i släktet Neptis och familjen praktfjärilar. Inga underarter finns listade i Catalogue of Life.